# Frederick Converse
Pour les articles homonymes, voir Converse.
Œuvres principales
(sélection)
- Concerto pour violon (pub. 1903)
- The Mystic Trumpeter, poème symphonique (pub. 1907)
- The Pipe of Desire, opéra (créé en 1906)
- Symphonie en fa mineur (dernière œuvre, créée en 1940)
Frederick Shepherd Converse, né le 5 janvier 1871 à Newton (Massachusetts) et mort le 8 juin 1940 à Westwood (Massachusetts), est un compositeur et pédagogue américain (souvent crédité Frederick Converse ou  Frederick S. Converse).

## Biographie

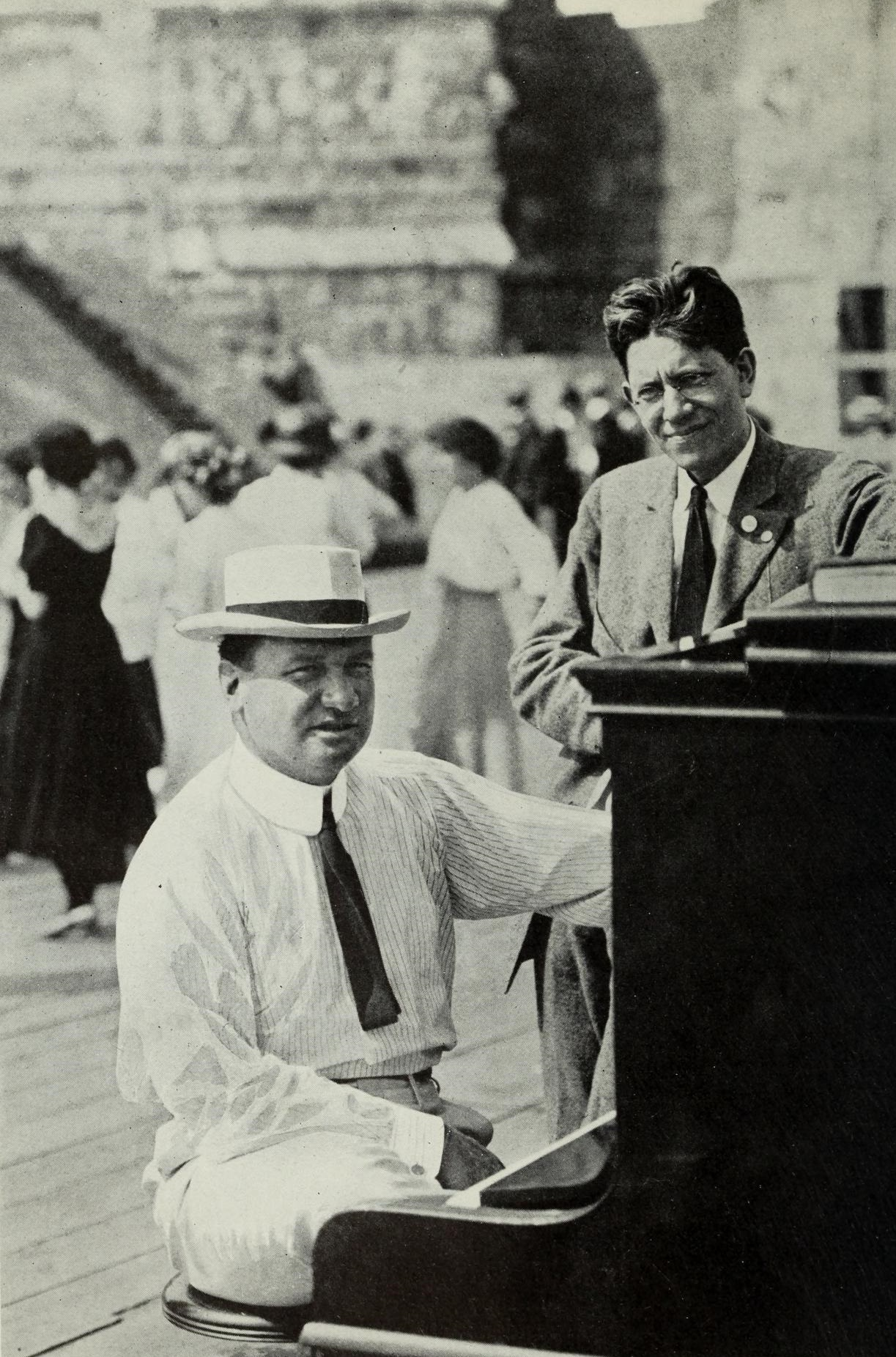
Frederick Converse (assis au piano) et le dramaturge Percy MacKaye, en répétition pour le spectacle The Pageant and Masque of Saint Louis (Forest Park, Saint-Louis, 1914)

Frederick Converse apprend le piano et la théorie de la musique au Harvard College de Cambridge (Massachusetts) (notamment auprès de John Knowles Paine) et en ressort diplômé en 1893 (période où il compose une sonate pour violon et piano qui deviendra à sa publication en 1900 son opus 1).
Il poursuit son apprentissage du piano auprès de Carl Baermann Jr. (fils de Carl Baermann) ; par ailleurs, il étudie la composition d'abord avec George Chadwick, puis en 1897-1898 à la Hochschule für Musik und Theater München (université de musique et des arts de Munich), avec Josef Rheinberger (l'obtention de son diplôme à la Hochschule en 1898 lui permet de faire jouer une première symphonie en ré mineur).
En 1899, il devient enseignant au Conservatoire de musique de la Nouvelle-Angleterre à Boston (Massachusetts) ; parmi ses élèves, figurent Florence Price, Alan Hovhaness et Hisato Ōzawa. En outre, il revient brièvement au Harvard College précité, également comme enseignant, entre 1905 et 1907.
Au nombre de ses compositions (marquées par le post-romantisme) figurent des pièces pour piano, de la musique de chambre (dont deux quatuors à cordes), de la musique avec orchestre (dont un concerto pour violon, des poèmes symphoniques et cinq symphonies) et de la musique vocale (dont quatre opéras, notamment The Pipe of Desire, créé en 1906).
Notons aussi une musique d'accompagnement pour un film muet américain sorti en 1923, Puritan Passions de Frank Tuttle (avec Glenn Hunter et Mary Astor).
Frederick Converse meurt en 1940, à 69 ans, peu de temps après avoir achevé sa cinquième et dernière symphonie.

## Compositions (sélection)
(la plupart des dates indiquées sont celles de publication)

### Pièces pour piano
Suite op. 2 (1899) ; Valses (à quatre mains) op. 4 ; Valzer poetici (recueil de six valses et un intermezzo, à quatre mains) op. 5 (1896) ; Sonate (sans op., 1937)

### Musique de chambre
Sonate pour violon et piano op. 1 (1893, pub. 1900) ; Quatuor à cordes op. 3 (créé en janvier 1902) ; Silent Noon, pièce pour violoncelle et piano (sans op., 1906) ; Quatuor à cordes op. 18 (1904, pub. 1906) ; Melody pour violon et piano op. 29 ; Sonate pour violoncelle et piano (sans op., vers 1915, pub. 1922)

### Musique avec orchestre
Symphonies (non numérotées)
Symphonie en ré mineur op. 7 (1898) ; Symphonie en ut mineur (sans op., 1919) ; Symphonie en mi mineur (sans op. 1923) ; Symphonie en fa majeur (sans op., 1934) ; Symphonie en fa mineur (sans op., 1940, créée la même année à titre posthume)
Autres pièces avec orchestre
Youth, ouverture de concert op. 6 ; Festival of Pan op. 9 (1899, pub. 1903 ; pièce créée le 21 décembre 1900 par le Boston Symphony Orchestra sous la direction de Wilhelm Gericke) ; Endymion's Narrative op. 10 (1901, pub. 1909) ; Night and Day, deux poèmes pour piano et orchestre op. 11 (1906) ; Concerto pour violon op. 13 (1902, pub. 1903) ; Euphrosyne, ouverture de concert op. 16 ; The Mystic Trumpeter, poème symphonique d'après un poème de Walt Whitman op. 19 (1904, pub. 1907) ; Jeanne d'Arc, musique de scène pour une pièce de Percy MacKaye (en) op. 23 ; Ormazd, poème symphonique op. 30 (1911, pub. 1913) ; Flivver Ten Million, poème symphonique sous-titré A Joyous Epic (sans op., 1927) ; American Sketches, suite (sans op.) ; Rhapsodie pour clarinette et orchestre (sans op., 1938)

### Musique vocale
Opéras

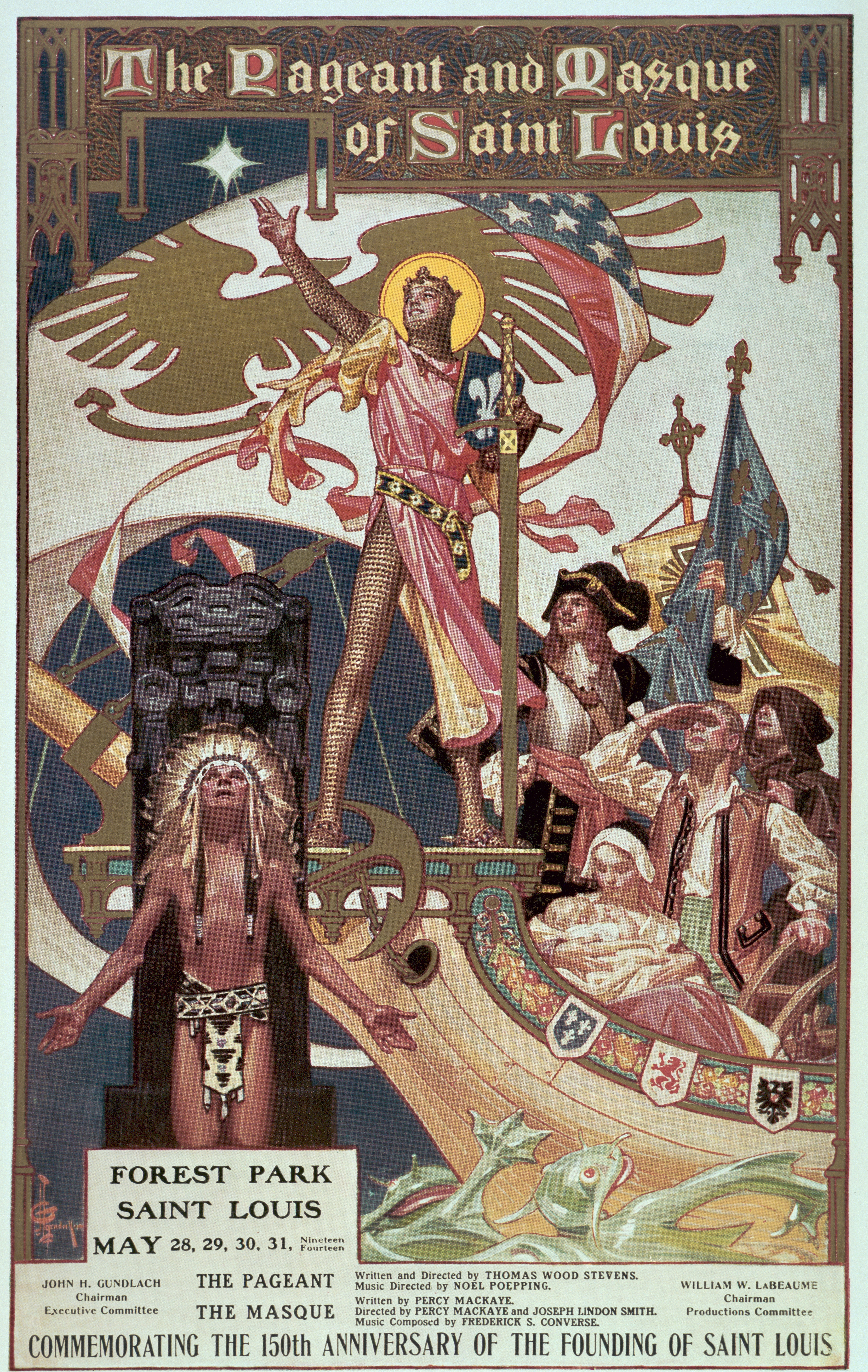
Affiche pour The Pageant and Masque of Saint Louis (1914)

The Pipe of Desire, opéra en un acte pour solistes, chœurs et orchestre op. 21 (1905, créé le 31 janvier 1906 au Jordan Hall de Boston, repris au Metropolitan Opera de New York le 18 mars 1910, avec Louise Homer dans le rôle féminin principal) ; The Sacrifice, opéra en trois actes pour solistes, chœurs et orchestre op. 27 (1910, créé le 3 mars 1911 à Boston) ; Beauty and the Beast or Sinbad the Sailor, His Adventures with Beauty and the Peacock Lady in the Castle of the Forty Thieves, opéra pour solistes, chœurs et orchestre, livret de Percy MacKaye (sans op., 1913) ; The Immigrants, opéra pour solistes, chœurs et orchestre, livret de Percy MacKaye (sans op., 1914)
Autres pièces vocales
La Belle Dame Sans Merci (titre original), ballade pour baryton et orchestre op. 12 (1902) ; Three Love Songs, pour baryton et piano op. 14 (1903) ; Laudate Domine, motet pour chœur d'hommes, orgue et cuivres op. 22 ; Job, poème dramatique pour solistes, chœurs et orchestre op. 24 (1907) ; Serenade pour soprano, chœur d'hommes et petit orchestre op. 25 ; Hagar in der Wüste, narration dramatique pour mezzo-soprano et orchestre op. 26 (1908) ; The Masque of Saint Louis pour solistes, chœurs et orchestre, musique de scène accompagnant la deuxième partie de la reconstitution historique The Pageant and Masque of Saint Louis (en), sur un texte de Percy MacKaye (sans op., Forest Park, Saint-Louis, 1914) ; The Peace Pipe, cantate pour baryton, chœurs et orchestre d'après The Song of Hiawatha d'Henry Wadsworth Longfellow (sans op., 1915) ; The Answer of the Stars, cantate pour chœurs et orchestre (sans op., 1919) ; Prophecy, poème symphonique pour soprano et orchestre (sans op., 1932)

### Musique de film
- 1923 : Puritan Passions de Frank Tuttle